# Park City Jazz Festival
Park City Jazz Festival was een driedaags jazzfestival dat elke zomer werd gehouden in Deer Valley Resort in Park City, Utah. In 2010 ging de stichting achter het festival failliet en sloot het de deuren. Het festival werd voor het eerst gehouden in 1997. Artiesten die hier hebben opgetreden waren onder meer Al Jarreau, Papa Grows Funk en Esperanza Spalding.
In Park City worden jaarlijks vier festivals gehouden op uiteenlopende locaties, tegenwoordig Beethoven Festival Park City, met overwegend klassieke concerten. Er worden echter ook wel jazzconcerten gegeven.